# Круглов, Михаил Георгиевич
Михаил Георгиевич Круглов (19 сентября 1921, Москва — 27 февраля 2004, Москва) — доктор технических наук, заслуженный деятель науки и техники РСФСР, лауреат Государственной премии СССР.

## Биография
Михаил Круглов родился 19 сентября 1921 года.
В 1938 году стал студентом МВТУ им. Н. Э. Баумана.
Окончил его в 1944 году. Стал работать научным сотрудником на кафедре «Двигатели внутреннего сгорания». После окончания аспирантуры защитил кандидатскую диссертацию.
В августе 1949 года стал исполнять обязанности заведующего кафедрой «Двигатели внутреннего сгорания» в Запорожском институте сельскохозяйственного машиностроения.
В 1954 году Михаил Круглов вернулся к работе на кафедре «Комбинированные двигатели внутреннего сгорания» МВТУ.
В 1963 году был удостоен звания профессора, с 1975 года стал заведующим кафедрой.
В период с 1978 по 1996 год работал Заместителем Председателя ГКНТ СССР.
Был заместителем Министра и советником Министра науки и технической политики РФ.
Лауреат Государственной премии СССР. Михаилу Круглову присвоено звание Заслуженного деятеля науки и техники РСФСР.
Докторскую диссертацию Михаил Георгиевич Круглов защитил в 1963 году, а в 1965 году ему было присвоено звание профессора. Он является автором около 250 печатных работ, среди которых монографии и 45 учебников. Он был руководителем, который подготовил 50 кандидатов и 12 докторов технических наук.
Михаил Круглов занимал должность декана факультета «Энергомашиностроение». «Заслуженный деятель науки Грузии». Награждён орденами Трудового Красного Знамени, Дружбы народов. С 1987 года и до конца жизни был профессором кафедры Э-2 МГТУ.
Умер 27 февраля 2004 года в Москве. Похоронен на Кунцевском кладбище.